# Ладо (міні-альбом)
Ладо —  віртуальний сингл гурту Воплі Відоплясова, випущений 2008 року.

## Трек-лист диску
1. Ладо (6:07)
2. Лети, моя мила сестро (4:36)
3. Марш січових стрільців (3:36)
4. Alain Delon (4:44)
5. Голубка (3:17)
6. Ладо (радіо версія) (4:40)
7. Ладо (відео-кліп)

## Над альбомом працювали
- Бас-гітара — Олексій Мельченко
- Віолончель — Євгенія Дячук
- Барабани — Сергій Сахно
- Соло-гітара, бек-вокал — Євген Рогачевський
- Гітара, вокал, слова, музика — Олег Скрипка
- Мікс, мастеринг — М. Угрин, О. Олексійчук
- Перкусія — Андрій Мороз
- Запис — М. Капуста
- Скрипка — Олександра Савченко